# Iglesia de Berislav
La iglesia de Berislav, también conocida como iglesia de la Santa Presentación (en ucraniano: Свято-Введенська церква; en ruso: Свято-Введенская церковь) es un edificio religioso de la iglesia ortodoxa ucraniana situado en Berislav, óblast de Jersón. 
Ahora la iglesia de la Santa Presentación es un monumento arquitectónico protegido del siglo XVIII. 

## Historia
A principios del siglo XV, estas tierras eran las fronteras del sur del Gran Ducado de Lituania y había un puesto fronterizo conocido como Vitovtova. Había un ferry en el río Dniéper, Tavanskyi pereviz, que recibió su nombre de la isla de Tavan. En el siglo XVI, estas tierras fueron capturadas por el kanato de Crimea y, en el lugar del puesto fronterizo, construyeron la fortaleza Kizi-Kermen ('castillo de la doncella'), que se convirtió en un obstáculo para los barcos ligeros de los cosacos de Zaporiyia (llamados chaika) en el tramo inferior del río Dniéper y el Mar Negro. En 1689, durante la campaña de Crimea, el ejército ruso bajo el mando del kniaz Golitsin intentó sin éxito capturar la fortaleza. Solo en 1695, después de un largo asedio de las tropas rusas, junto con los cosacos de Zaporiyia, fue capturada Kyzy-Kermen y estas tierras pasaron al Imperio ruso.

En 1725, la iglesia fue construida como iglesia militar en la fortaleza cosaca Perevolochna en la gobernación de Poltava, en la frontera del Sich de Zaporiyia. Estaba ubicado a 350 kilómetros de donde se encuentra actualmente. En 1784, los cosacos transportaron la iglesia sobre el río Dniéper hasta Kizi-Kermen, que en el mismo año recibió el estatus de ciudad y se llamó Berislav. Según la leyenda, en la balsa en la que se transportaba la Iglesia, había una inscripción: "toma y glorifica" (bery i slav) y el nombre de la ciudad proviene de esa frase.
"En ese momento, por decreto de la emperatriz Catalina II, comenzó a establecerse en el sur de Ucrania, y la gente de Poltava se llevó consigo este santuario - dijo el sacerdote Alejandro. Hay dos versiones de su entrega. Según la primera, toda la Iglesia fue balsa a lo largo del río Dniéper, pero en ese caso habría quedado solo chips. Por lo tanto, la segunda versión es más confiable, según la cual la Iglesia primero se desarmó, luego todas las partes se numeraron, se transportaron en balsa y luego se volvieron a ensamblar sin un solo clavo en un lugar nuevo..."
Existe una leyenda entre los ciudadanos de Berislav de que la iglesia de la Santa Presentación fue arrastrada por las inundaciones de primavera y navegó río abajo directamente a la ciudad.
Este es un caso raro en la historia de la arquitectura ucraniana, pero el edificio más antiguo de la ciudad es más antiguo que Berislav en más de medio siglo. Luego de la entrega, la iglesia fue colocada en el centro histórico de la ciudad, en el lugar de la actual Casa de la Cultura, y consagrada en honor a la Resurrección de Cristo. 
En 1853, en medio de la guerra de Crimea, por una razón desconocida, la iglesia fue trasladada fuera de Berislav, al lugar donde se fundó el cementerio de la Presentación. La iglesia misma fue reconsagrada en honor a la Presentación de María. En el lugar anterior se construyó una iglesia majestuosa, que luego fue demolida por el régimen soviético.
En la primera mitad del siglo XX, la Iglesia de Berislav fue cerrada, como todos los demás santuarios ortodoxos. Justo antes del comienzo de la Segunda Guerra Mundial, hubo incluso una propuesta para desmontarlo para leña y quemarlo: los árboles eran muy raros en las zonas esteparias. "Pero Dios guardó este lugar Santo", dijo el sacerdote, "y la vida espiritual en la Iglesia se renovó solo con la llegada de los alemanes en 1941. Milagrosamente encontraron al sacerdote sobreviviente Daniil, que tenía una columna rota, y literalmente lo forzaron para reanudar el servicio de la iglesia."

## Arquitectura
La iglesia fue construida en un estilo típico de la arquitectura popular y es uno de los pocos ejemplos existentes de arquitectura de madera de los cosacos de Zaporiyia.
Su planta es la típica de las iglesias en cruz inscrita, tiene una composición longitudinal-axial; siendo el volumen principal octogonal y el ábside pentagonal. Al volumen principal por el norte, sur y oeste se adosan porches facetados. La altura total de la iglesia es de 17 metros. La iglesia es de cúpula única, coronada con una inusual cúpula esférica poligonal, similar a los tártaros, con una pequeña cúpula bulbosa. La iglesia está pintada en azul brillante con detalles en verde. El material utilizado procedía de troncos de robles, que se recubría verticalmente con tablas, se asentaba sobre un cimiento de piedra y se recubría con hierro. La ventana central sobre la entrada principal tiene forma de cruz. 
Unos escalones de hormigón conducen a la puerta principal. En el interior del templo hay varios iconos únicos del siglo XVIII, una antigua cruz de altar de madera donada por los cosacos y un Antiguo Testamento impreso (1697)

## Galería

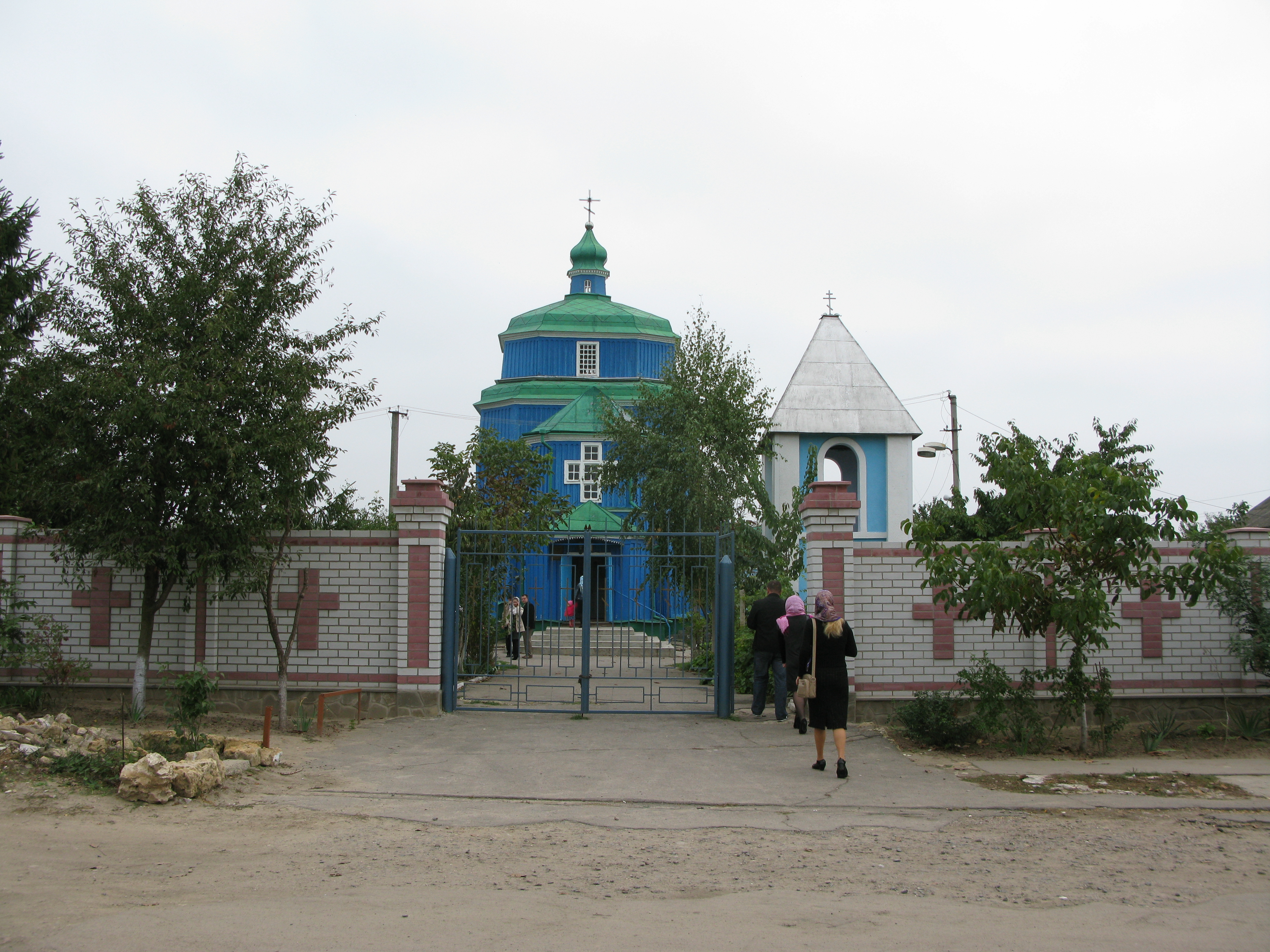
Entrada al templo
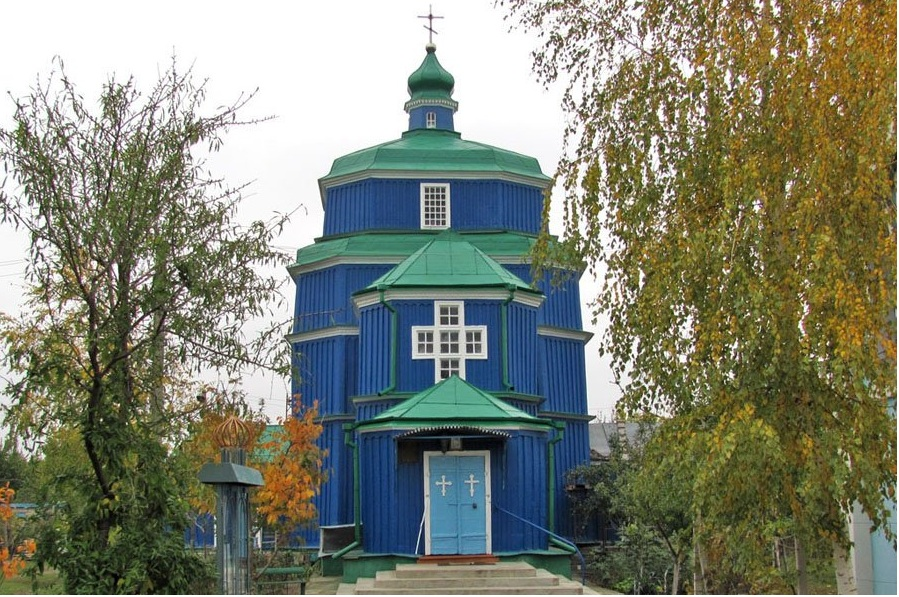
Vista frontal de la iglesia
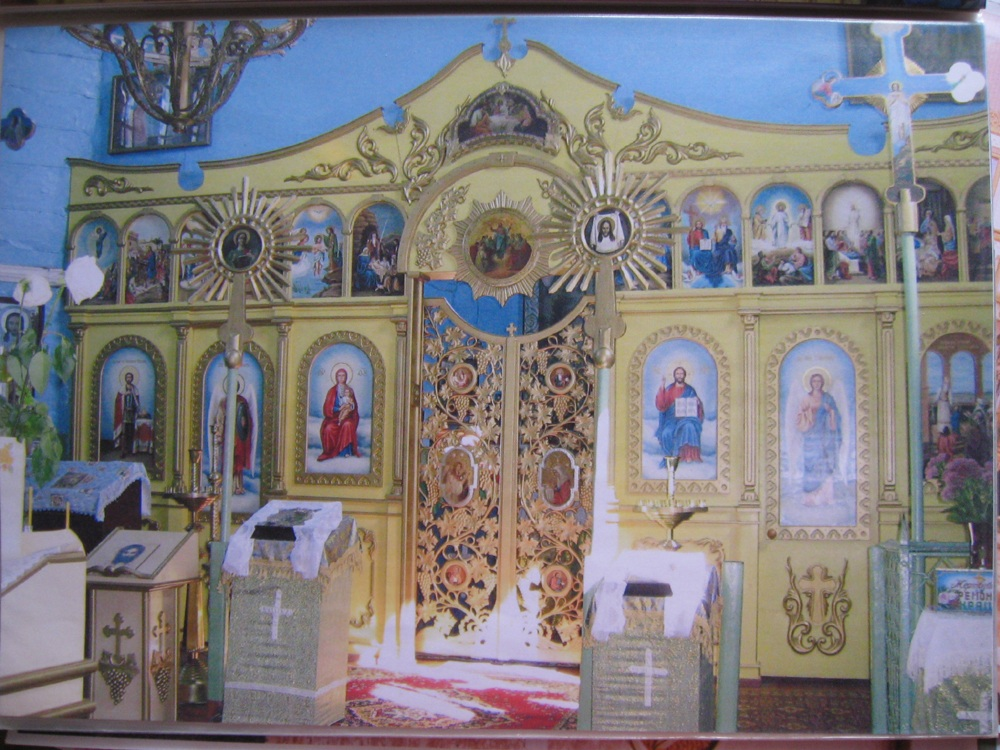
Interior de la iglesia de Berislav